# فلک‌ده (رشت)
فلکده، روستایی از توابع بخش مرکزی شهرستان رشت در استان گیلان ایران است.

## جمعیت
این روستا واقع در دهستان لاکان کیلومتر پنجم جاده شیون فومنی از توابع مرکزی شهر رشت قرار دارد و براساس سرشماری مرکز آمار ایران در سال ۱۳۸۵، جمعیت آن ۱۳۲۹ نفر (۳۵۷خانوار) بوده‌است.از جمله اهمیت های ان میتوان به وجود راه آهن بین المللی سردار جنگل و همچنین ورزشگاه سردارجنگل اشاره کرد

## راه‌آهن در فلک‌ده رشت
در ایران در سال ۱۸۸۶ میلادی بنا بود، با احداث خط راه‌آهن آمل تا تهران، احداث و بهره‌برداری موفق از اولین راه‌آهن در ایران رخ دهد، ولی با کارشکنی‌های پیمانکارهای بلژیکی این امر انجام نگردید. اما قدیمی‌ترین و اولین راه‌آهن ایران مسیر بندر انزلی به پیربازار و رشت بوده‌است. این مسیرِ راه‌آهن از بندر انزلی و پیربازار به رشت وجود داشته که بعدها قسمت‌هایی از آن جمع‌آوری شده‌است ولی تنها بازماندهٔ این مسیر یک «لوکوموتیو بخار» است که، بر روی آخرین قطعه چندمتری این ریل، هنوز هم در داخل محوطهٔ سازمان بنادر انزلی خودنمایی می‌کند و تاریخ ۱۸۴۸ میلادی را بر روی خود به یادگار دارد، ۱۲ کیلومتر از این‌مسیر حتی تا اواسط دورهٔ رضاشاه هنوز نیز همچنان مورد استفاده بوده‌است. با این اوصاف اولین و قدیمی‌ترین راه‌آهن ایران همین مسیرِ بندر انزلی به پیربازار و رشت بوده‌است.
خطی که از رشت تا انزلی ساخته می‌شود در واقع بندر انزلی، شهر انزلی و منطقه آزاد انزلی را در قالب یک خط آنتنی، به شبکه ریلی ایران وصل می‌کند و بدین ترتیب بندر و شهر انزلی به شبکه ریلی متصل خواهد شد. پروژه در مسیر رشت به سمت انزلی به دوشاخه تبدیل می‌شود که یک شاخه به بندر انزلی و دیگری به بندر کاسپین در منطقه آزاد می‌رود.
ضرورت احداث پایانه‌های مشترک راهداری و راه‌آهن برای جابجایی بار از مسیرهای جاده ای به ریلی و… وجود دارد و لازم است برای افتتاح خطوط ریلیِ رشت این نوع مقدمات فراهم شود.